# Emerson Hough
Emerson Hough (* 28. Juni 1857 in Newton, Iowa; † 30. April 1923 in Evanston, Illinois) war ein US-amerikanischer Schriftsteller.

## Leben und Wirken
Hough besuchte die High School seiner Heimatstadt und begann anschließend Philosophie an der University of Iowa zu studieren. 1880 beendete er dieses Studium mit dem B.A. und wechselte danach zur Rechtswissenschaft. Er wurde 1882 als Rechtsanwalt zugelassen.
Hough ließ sich als Anwalt in White Oaks (New Mexico) nieder und schrieb auch regelmäßig für die ortsansässige Zeitung „Golden Era“. In New Mexico machte er u. a. auch die Bekanntschaft von Pat Garrett, dessen Duell mit Billy the Kid er später literarisch verarbeitete.
Über Natur- und Umweltschutz machte Hough bald die persönliche Bekanntschaft mit seinem Verleger George Bird Grinnell. Über den dringend nötigen Umweltschutz waren die beiden sich sehr schnell einig und begannen 1893 im Yellowstone-Nationalpark die letzten Bisons zu retten. Ihre Bemühungen hatten Erfolg, denn unter Präsident Grover Cleveland verabschiedete der Kongress der Vereinigten Staaten im Mai 1894 dazu ein wichtiges Gesetz. Hough setzte sich weiter für die Errichtung von Nationalparks ein und zusammen mit prominenten Unterstützern wie Stephen Mather (1867–1930) und George Horace Latimer (1867–1937) schafften sie es, dass 1916 per Bundesgesetz die Bundesbehörde National Park Service gegründet wurde.
In Chicago heiratete Hough 1897 Charlotte Chesebro und ließ sich auch in dieser Stadt nieder. Während des Ersten Weltkriegs arbeitete Hough im Rang eines Captains für den militärischen Nachrichtendienst seines Vaterlandes. 1918 kehrte er wieder nach Chicago zurück. Dort war er 1922 auch maßgeblich an der Gründung der Izaak Walton League beteiligt.
Die letzten Jahre seines Lebens verbrachte Emerson Hough in Evanston (Illinois). Er starb dort am 30. April 1923 und fand dort auch seine letzte Ruhestätte.

## Rezeption
Houghs literarisches Werk bestand nahezu ausschließlich aus Wildwest- und historischen Romanen. Seine ersten literarischen Versuche finden sich in seiner Studentenzeit und 1882 konnte er mit einem Artikel in der Zeitschrift „Forrest and Stream“ erfolgreich debütieren.
Seine spannenden Berichte und Erzählungen in Zeitschriften aus Des Moines, Chicago, St. Louis und Wichita machten Hough binnen kurzer Zeit im ganzen Land bekannt. 1889 engagierte ihn George Bird Grinnell für seine Zeitschrift „Field and Stream“.
Bei der Präsidentschaftswahl in den Vereinigten Staaten 1916 setzte er sich für seinen Freund Theodore Roosevelt ein; er  verband dies aber immer mit seinen Bemühungen um den Natur- und Umweltschutz.

## Ehrungen
- 1926 wurde die Emerson Hough Elementary School in Newton (Iowa) ihm zu Ehren benannt
- Die Daughters of the American Revolution betreuen das Haus seiner Kindheit als Museum
- Die Emerson Hough Avenue in Lambs Grove – einem Vorort Newtons – wurde ihm zu Ehren benannt

## Werke (Auswahl)
Autobiographie
- Getting a wrong start. 1915.

Erzählungen
- Singing Mouse Stories. 1895.[2]
- Story of the outlaw. The tales of Billy the Kid, Jesse James and others Desperados. 1906.

Romane
- The sagebrusher. 1919.
- The covered wagon. 1922.

Sachbücher
- The way to the west and the lives of three early Americans. Boone, Crockett, Carson. 1903.

Werkausgabe
- Works. New York 1912/25 (5 Bde.)

## Verfilmungen (Auswahl)
- James P. Hogan (Regisseur): Über die Grenze entkommen. 1938 (nach dem Roman The Texans)
- James Cruze (Regisseur): Die Karawane. 1923 (frei nach dem Roman The covered wagon)
- Edward Sloman (Regisseur): The sagebrusher. 1920 (nach dem gleichnamigen Roman)